# إيغور (فلم)
إيغور (بالإنجليزية: Igor) هو فيلم رسوم متحركة فرنسي أمريكي تم إنتاجه في سنة 2008 وهو من إخراج توني ليونديس وبطولة جون كيوزاك وستيف بوشيمي وجاي لينو وإدي آيزارد وشون هايز وأرسينيو هول وجينيفر كوليدج ومولي شانون وجون كليز وكريستين سلاتر.

## القصة
تحكي قصة الفيلم عن أمين مختبر يحلم بأن يكون عالم كبير لذا ينافس لأجل الفوز بالمرتبة الأولى في مسابقة العلماء.

## البطولة
- جون كيوزاك بدور إيغور
- مولي شانون بدور إيفا
- ستيف بوشيمي بدور سكامبر
- شون هايز بدور براين
- جينيفر كوليدج بدور جاكلين
- إدي آيزارد بدور دكتور شادنفرود
- جاي لينو بدور كينغ مالبريت
- أرسينيو هول بدور كارل كريستال
- كريستين سلاتر بدور شادنفرود إيغور
- جون كليز بدور الدكتور غليكشتاين
- بول فوت بدور بوز أوفمان
- جيمس ليبتون بدور نفسه

## التقييم
حصل الفيلم على تقييم 36% بناءً على 89 مراجعة، وقد انتقد النقاد الرسوم المتحركة في الفيلم. في موقع ميتاكريتيك حصل الفيلم على تقييم 40 من 100 وعلى 19 نقد متفاوتة بين السلبية والإيجابية.

## وصلات خارجية
- مقالات تستعمل روابط فنية بلا صلة مع ويكي بيانات
- الموقع الرسمي
- إيغور على قاعدة بيانات الأفلام على الإنترنت